# Burg Neuenburg (Durach)
Die Ruine der Burg Neuenburg liegt auf einem bewaldeten Hügelsporn südöstlich von Durach im Landkreis Oberallgäu in Bayerisch-Schwaben. Neben den sanierten Resten des Bergfriedes haben sich noch einige Mauerreste erhalten.

## Geschichte

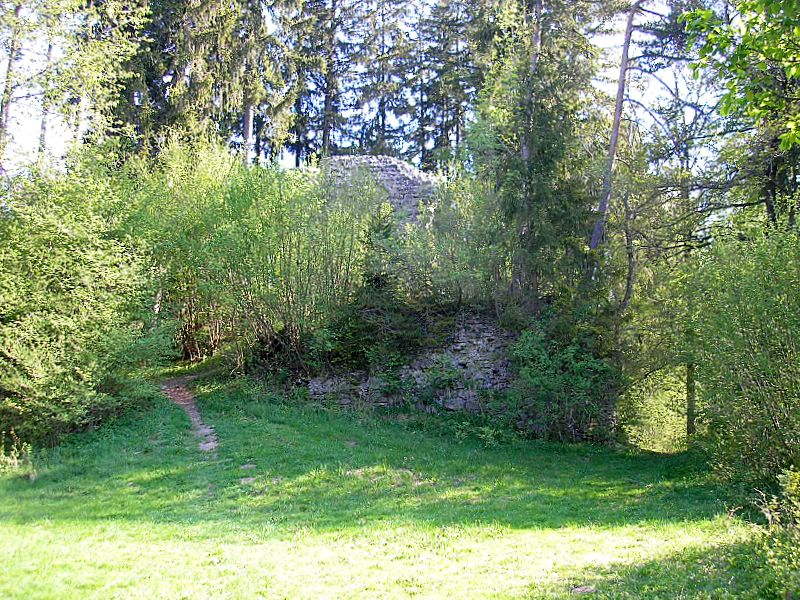
Die Hauptburg vom Vorburgplateau

Die Höhenburg entstand nach 1300 als Sitz eines Zweiges der Herren von Sulzberg. Das Geschlecht hatte sich um 1300 in zwei Linien aufgespaltet. Die Hauptlinie residierte weiterhin auf der nahen Burg Sulzberg.
Die Veste ersetzte eine ältere Dienstmannenburg („Alte Burg“) des Stiftes Kempten und wurde „neue Burg“ oder „Neusulzberg“ genannt. Ältere Quellen lokalisierten sogar einen römischen Burgus auf dem Geländesporn.
1380 verstarb mit Konrad Schenk von Sulzberg zu Neuenburg der letzte männliche Spross der Neuenburger Linie. Die Burg kam anschließend an die Herren von Schellenberg, die mit den Sulzbergern in verwandtschaftlichen Beziehungen standen. 
1408 setzte das Fürststift Kempten einen Vogt auf die Burg, der direkt dem Fürstabt unterstand.
1421 verkauften die Schellenberger ihr Lehen an das Stift. Der Verkauf wurde 1436 von Kaiser Sigismund bestätigt.
1455 installierte man eine Straf- und Besserungsanstalt auf der Veste. Während des Deutschen Bauernkrieges sollen 1525 einige Rädelsführer der Aufständischen auf der Neuenburg gefangen gesetzt und gefoltert worden sein.
1546 besetzten Truppen des Schmalkaldischen Bundes die Burg. Zwei Jahre später flüchteten die Frauen und Kinder aus der Umgebung vor den Kriegshandlungen auf die Neuenburg. 1552 eroberte ein Reitertrupp der norddeutschen Fürsten die Anlage, nachdem der Burgvogt die Übergabe verweigert hatte. Nach dem Abzug der feindlichen Soldaten setzte man die Veste nochmals instand. 
Der letzte Vogt verließ 1642 das Bergschloss über der Durach. Die Burg wurde aufgelassen und als Steinbruch ausgebeutet.
Um 1893 sprengte ein Landwirt den großen Bergfried, um weiteres Baumaterial zu gewinnen. 1992 entdeckte man bei archäologischen Grabungen im Vorfeld der geplanten  Sanierungsmaßnahmen den damaligen Sprengstollen in etwa zwei Metern Tiefe.
1993 bzw. 1999 sicherte die Gemeinde Durach die Ruine des Bergfriedes. Die übrigen Mauerreste sind allerdings weiterhin stark substanzgefährdet.

## Beschreibung

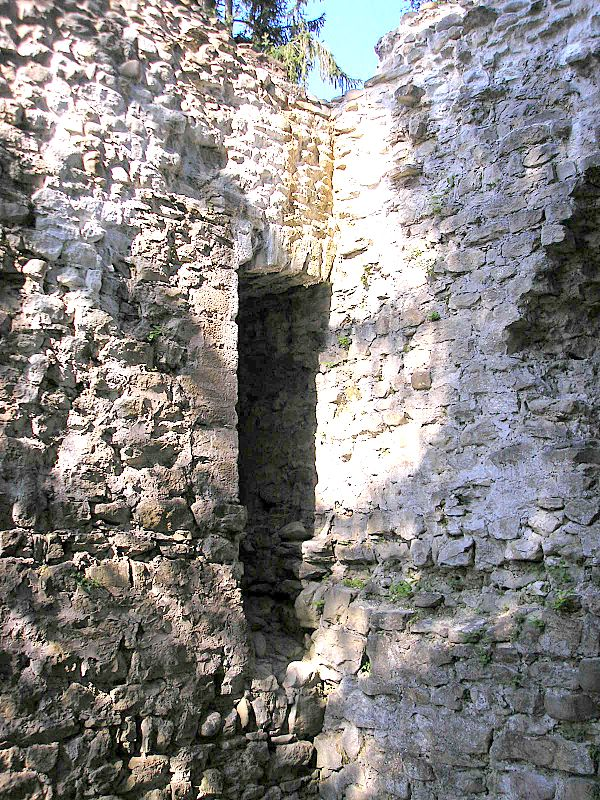
Der Innenraum des Bergfriedes mit dem vermauerten Hocheingang

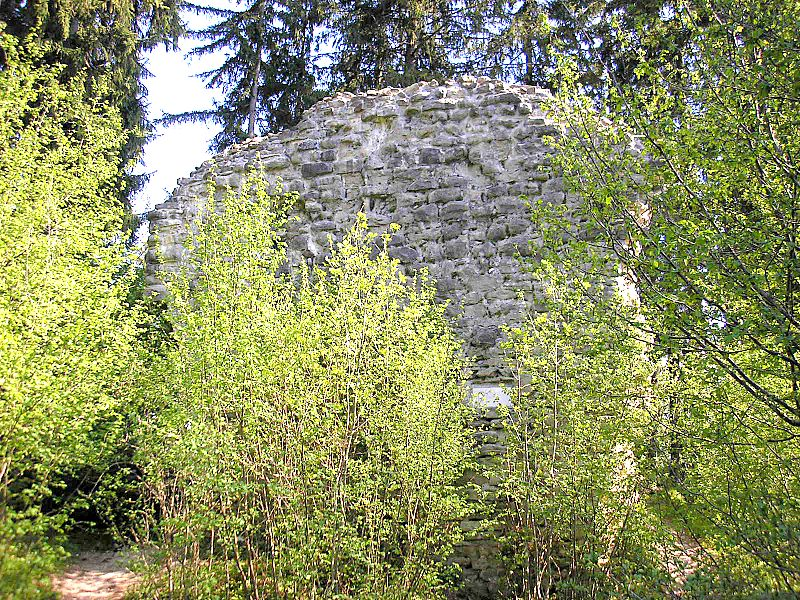
Die Südwestseite des Bergfriedes

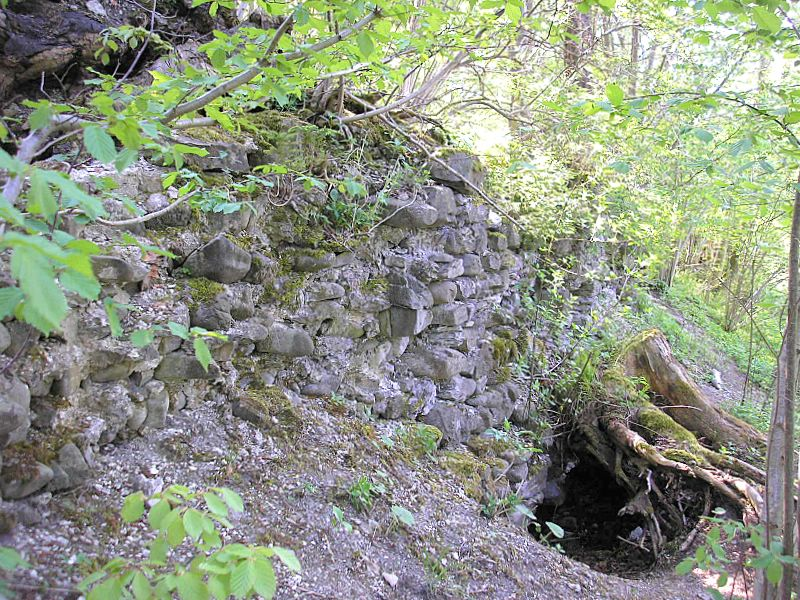
Die stark substanzgefährdete Zwingermauer im Südwesten der Hauptburg

Die Burg wurde auf einem hohen Hügelsporn über einer Schleife der Durach angelegt. Der Fluss schützt die Veste auf drei Seiten. Im Norden schneiden zwei Halsgräben mit Zwischenwall den Burgplatz vom Bergrücken ab. Der äußere, sehr tiefe Graben entstand offensichtlich durch das Nacharbeiten einer natürlichen Erosionsrinne.
Im Osten führt der schmale Burgweg zu den Ruinenresten eines Turmes oder einer Torsicherung und am Hauptburgkegel entlang zur rechteckigen Vorburg. Im Südwesteck dieses Plateaus bezeichnen Schuttwälle und Mauerreste den Standort eines annähernd quadratischen Gebäudes (ca. 16 × 18 m). Die Hänge fallen im Norden und Süden sehr steil ins Tal der Durach. Die weniger steile Südwestseite des Burgberges wird durch zwei kurze Quergräben gesichert. Hier ermöglicht ein markierter Steig den Aufstieg aus dem Durachtobel. Im Tal führt ein bequemer Wanderweg durch die Flussschleife. Er ist mit „Wasserweg“ bezeichnet und mit zahlreichen Informationstafeln ausgestattet.
Der nach Westen ausspringende Hauptburgkegel im Norden der Vorburg wird noch von einigen Resten der Ringmauer umgeben. Im Südwesteck sind die Fundamente eines halbrund ausspringenden Schalenturmes erkennbar. 
Etwas erhöht steht im Nordosteck noch der bis zu sechs Meter hohe Stumpf des Bergfriedes (ca. 9,8 × 9,4 m) aufrecht. Der ursprüngliche Hocheingang hat sich vermauert in der Westwand erhalten. Hier ist auch eine steinerne Gedenktafel eingelassen, die 1926 auf Initiative des Kemptener Bürgermeisters und passionierten Burgenforschers Otto Merkt angebracht wurde.  
Die Nord- und die Ostwände des großen Turmes sind aufgrund der Sprengung um 1893 vollständig verschwunden. Die Mauerstärke des aus Bruchsteinen aufgemauerten Turmes beträgt etwa zwei Meter.
Nach Westen schließt sich ein langer, im Westen noch über drei Meter hoher Mauerzug an den Bergfried an, dem ehemals noch die Ringmauer zwingerartig vorgelagert war.
Während der Mauerbestand des Bergfriedes am Ende des 20. Jahrhunderts behutsam durch die Gemeinde gesichert wurde, sind die sonstigen Ruinenreste größtenteils in einem desolaten Zustand. Etwa 400 m nordöstlich der Burg erinnert ein landwirtschaftliches Anwesen an den Standort des ehemaligen Bau- bzw. Wirtschaftshofes der Burg.
Das Bayerische Landesamt für Denkmalpflege verzeichnet das Bodendenkmal als mittelalterlichen Burgstall mit Ruine unter der Denkmalnummer D-7-8328-0013.